# Bahnhof Bronnbach (Tauber)
Der ehemalige Bahnhof Bronnbach (Tauber) besteht heute als Haltepunkt Kloster Bronnbach und liegt an der Bahnstrecke Lauda–Wertheim. Der ehemalige Bahnhof bzw. der Haltepunkt ist namengebend für den umgebenden Wohnplatz Bahnstation Bronnbach des Weilers Bronnbach auf der Gemarkung des Wertheimer Ortschaft Reicholzheim im Main-Tauber-Kreis im fränkisch geprägten Nordosten Baden-Württembergs.

## Geschichte
Der Bahnhof Bronnbach wurde 1868 fertiggestellt. Das Empfangsgebäude ist in seinen Grundzügen bis heute erhalten geblieben. Es steht quer zur Bahnstrecke und erhielt zwei Warteräume, einen der 1. Klasse und einen der 2. Klasse. Im zweigleisigen Bahnhofsbereich befanden sich bei Inbetriebnahme zwei Bahnübergänge. Der Bahnübergang an der Tauberbrücke besteht bis heute und ist automatisiert. Der andere Bahnübergang an der ehemaligen Güterhalle wurde ab dem Jahr 1971 mit Auflösung des Schrankenwärterpostens als Anrufschranke vom Personal des Bahnhofs bedient. Für den Güterverkehr erhielt der Bahnhof einen Güterschuppen, Ladegleise und Verladerampen sowie eine 40-Tonnen-Gleiswaage. 1995 wurden die Gleisanlagen, Weichen und Signale um- beziehungsweise rückgebaut, so dass nur noch das Streckengleis  und ein Bahnübergang mit Halbschranken und einer Ampelanlage bestehen. Bronnbach wurde im Jahre 2002 als unbesetzter Haltepunkt in Kloster Bronnbach umbenannt.
Der nördlich des Empfangsgebäudes gelegene Güterschuppen ist nicht mehr vorhanden.
Das Gebäude ging in Privatbesitz über. Am Bahnübergang auf der Tauberbrücke wurde dafür ein Fahrkartenautomat aufgestellt, was inzwischen aber wieder abgebaut ist.
Im August 2016 wurde der Bahnsteig weiter in Richtung Brücke verschoben. Er ist nunmehr 100 Meter lang, 2,5 Meter breit, 55 cm hoch, erhielt einen barrierefreien Zugang über eine Rampe, ein taktiles Leitsystem, Lautsprecher, Zugzielanzeige und ein Wartehäuschen mit Fahrausweisautomat und Infotafeln. Zeitgleich wurde der Bahnsteig mit neuer LED-Beleuchtung ausgerüstet.

## Denkmalschutz
Das Empfangsgebäude des ehemaligen Bahnhofs ist zusammen mit allen anderen Bronnbacher Kulturdenkmalen als Sachgesamtheit im Denkmalbuch des Landes Baden-Württemberg verzeichnet. Der Bahnhof Bronnbach ist auch Teil der Sachgesamtheit "Badische Taubertalbahn".

## Galerie

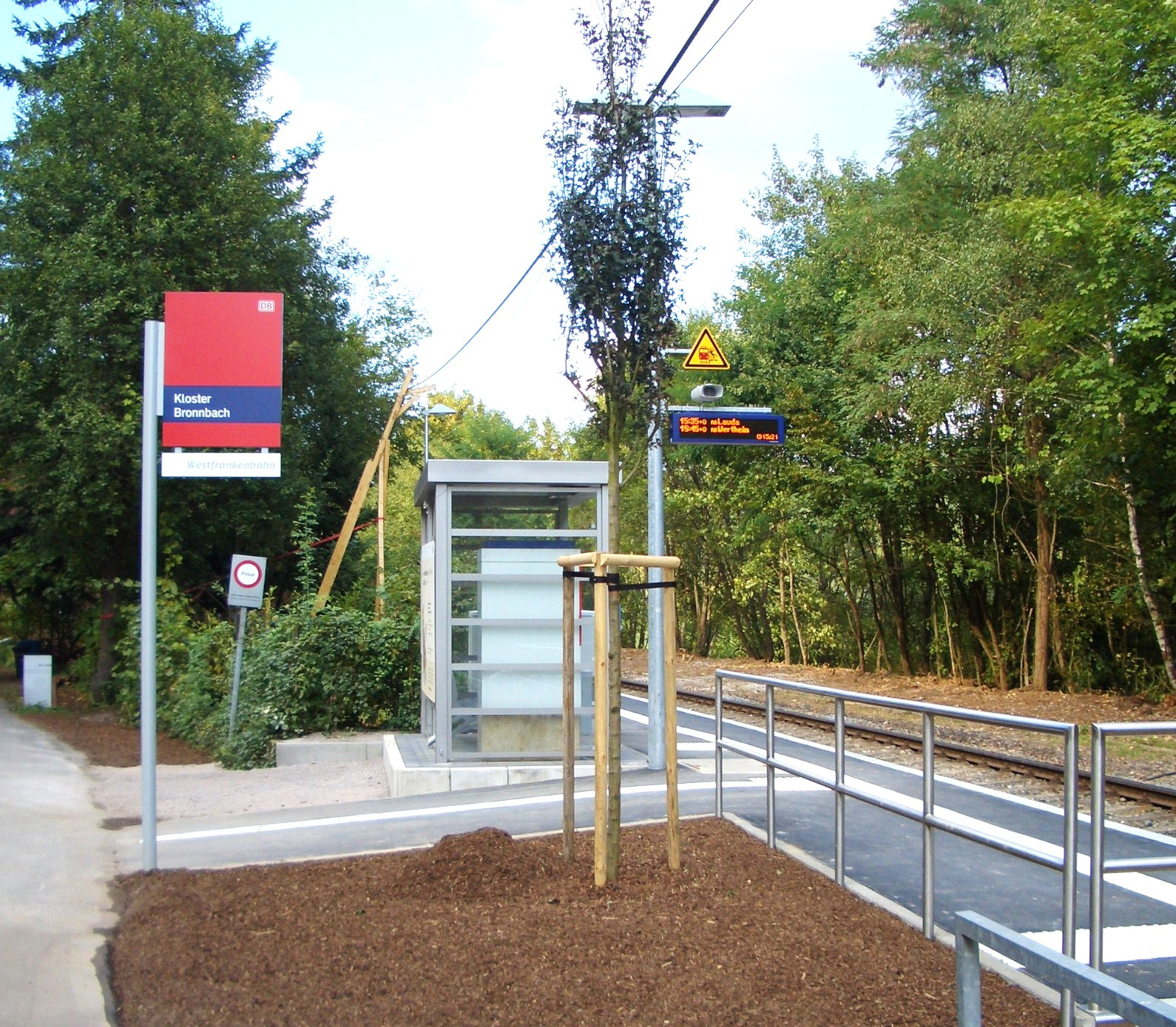
Zugang mit neuem Bahnsteig, 2016
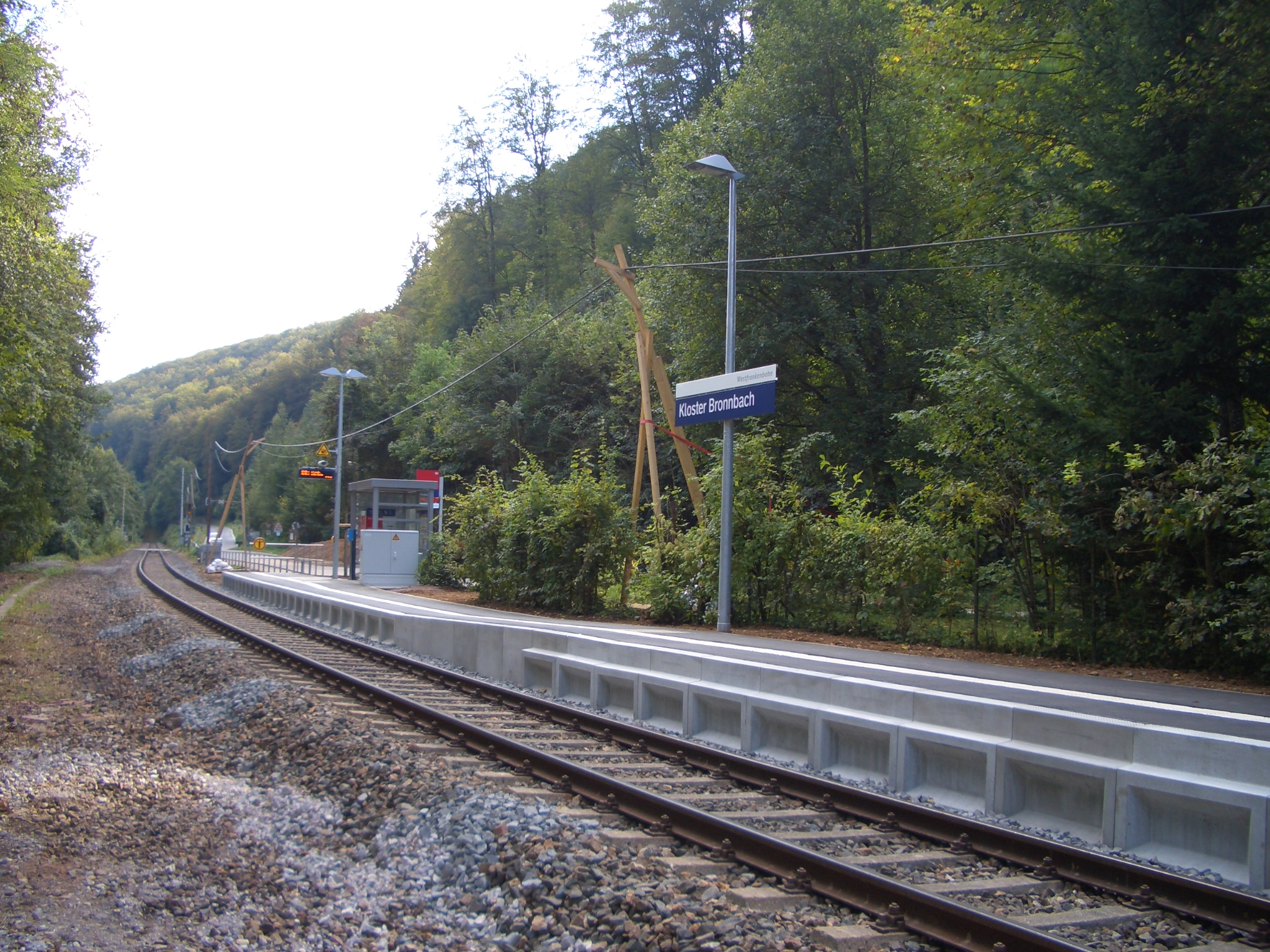
Bahnsteig, 2016
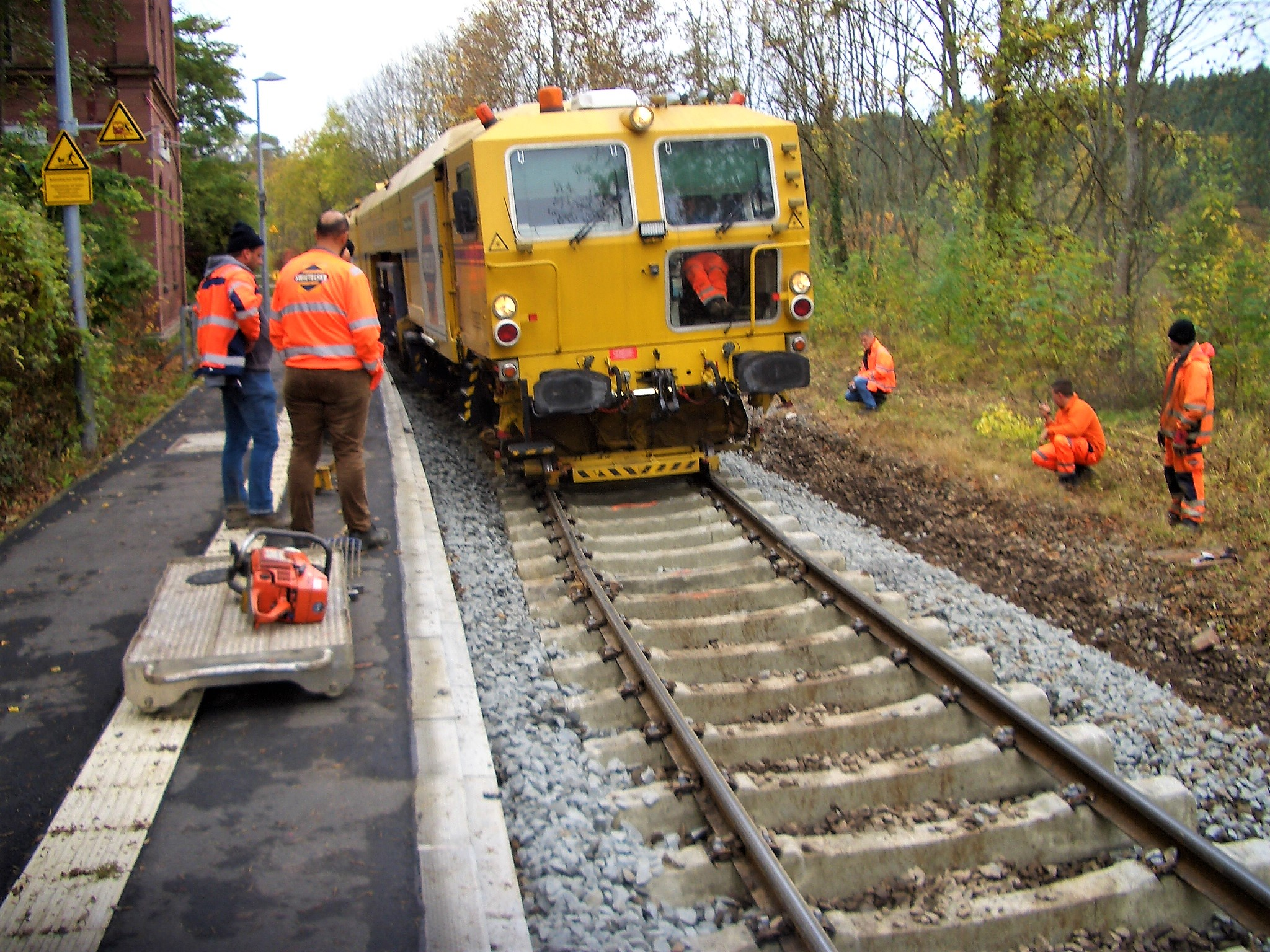
Gleiserneuerung, 2018
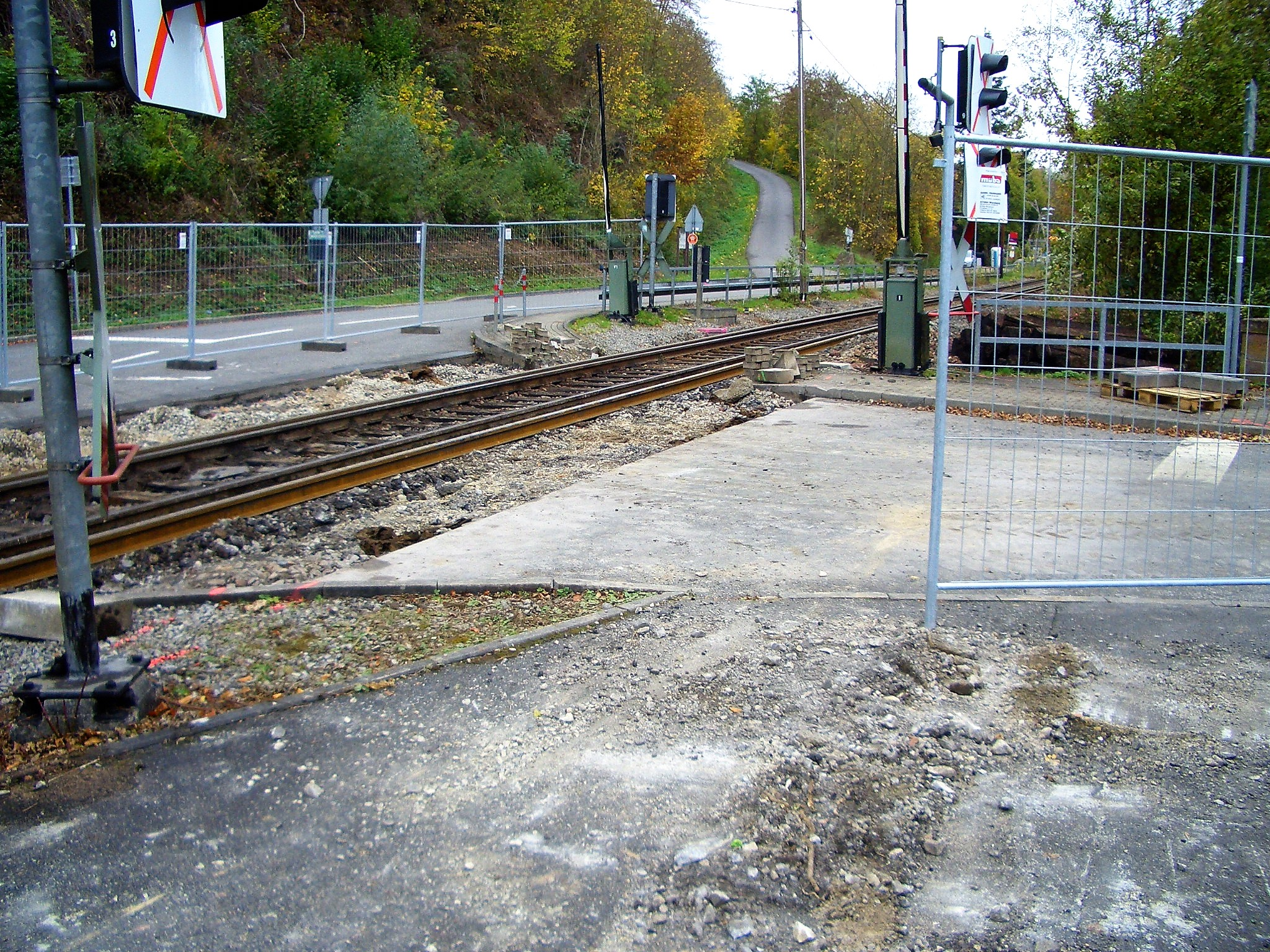
Bahnübergang erhält neue Fahrbahnbeläge, 2018